# معاهدة إنشاء الاتحاد السوفيتي
معاهدة إنشاء الاتحاد السوفيتي (بالروسية: Декларация и договор об образовании Союза Советских Социалистических Республик) أنشأت رسميا اتحاد الجمهوريات الاشتراكية السوفيتية، المعروف باسم الاتحاد السوفيتي. شرع قانونًا اتحاد العديد من الجمهوريات السوفيتية التي كانت قائمة منذ عام 1919 وأنشأت حكومة اتحادية مركزية جديدة ( مؤتمر السوفيت في الاتحاد السوفيتي واللجنة التنفيذية المركزية للاتحاد السوفيتي (TsIK) كانت تشريعية بينما كان مجلس المفوضين شعبيين السلطة التنفيذية) حيث تم مركزية المهام الرئيسية في موسكو.
تمت الموافقة على المعاهدة جنبًا إلى جنب مع إعلان إنشاء الاتحاد السوفيتي في 30 ديسمبر 1922 من قبل مؤتمر للوفود من روسيا الاتحادية الاشتراكية السوفيتية وجمهورية روسيا الاتحادية الاشتراكية السوفيتية البيضاء الاشتراكية السوفيتية. أكد المؤتمر الأول للسوفيت في الاتحاد السوفيتي المعاهدة والإعلان وقعه رؤساء الوفود   –  ميخائيل كالينين، ميخائيل تسخايا، ميخائيل فرونزي وجريجوري بتروفسكي، ألكسندر تشيرفياكوف  على التوالي في 30 ديسمبر 1922. وفرت المعاهدة مرونة لقبول أعضاء جدد. لذلك، بحلول عام 1940، نما الاتحاد السوفيتي من الجمهوريات الأربع المؤسسة إلى 15 جمهورية.
في 8 ديسمبر 1991، وقع الرؤساء الروس والأوكرانيون والبيلاروسيون على اتفاقيات بيلوفيزا. أعلن الاتفاق حل اتحاد الجمهوريات الاشتراكية السوفيتية من قبل الدول المؤسسة له (الانسحاب من معاهدة إنشاء الاتحاد السوفيتي) وأنشأت رابطة الدول المستقلة. في 10 ديسمبر، تم التصديق على الاتفاق من قبل البرلمانين الأوكراني والبيلاروسي. في 12 ديسمبر، تم التصديق على الاتفاقية من قبل البرلمان الروسي، وبالتالي تخلت روسيا الاتحادية الاشتراكية السوفيتية عن معاهدة إنشاء الاتحاد السوفيتي وأعلنت بحكم الواقع استقلال روسيا عن الاتحاد السوفيتي.
في 26 ديسمبر 1991، تم حل اتحاد الجمهوريات الاشتراكية السوفيتية من قبل مجلس جمهوريات مجلس السوفيت الأعلى للاتحاد السوفيتي، وكان أول مجلس تشريعي سوفيتي (كان المجلس الثاني، مجلس الاتحاد، دون النصاب القانوني).

## أسباب المعاهدة
كانت المعاهدة نتيجة لكثير من الصراعات السياسية الداخلية داخل الحزب البلشفي والحكومات داخل الاتحاد. في البداية لم يكن فلاديمير لينين يرى أن ثورة أكتوبر الروسية ستنهي جميع الحدود الخارجية على هذا النحو. [بحاجة لمصدر] أيد هذا الرأي ليون تروتسكي وأتباعه، الذين اعتقدوا أن روسيا كانت مجرد خطوة أولى في ثورة عالمية مستقبلية. ومع ذلك، مع اقتراب الجيش الأحمر من الحدود الداخلية والخارجية الداخلية السابقة، كان بحاجة إلى عذر لعبورهم. [بحاجة لمصدر] ومن هذه الأساليب إنشاء حكومة بديلة، جمهورية سوفيتية، ستتولى السلطة بعد ذلك عندما أطاح الجيش الأحمر بالحكومة الحالية. كان هذا هو الحال مع أوكرانيا وجورجيا وأرمينيا وأذربيجان والحملات الفاشلة كما هو الحال في دول البلطيق وبولندا. بدلاً من ذلك، سوف يستخدم وجود أقلية لتقويض الجيش الدائم (مثل تأسيس التتار وباشكير الحكم الذاتي)، وحيث لا توجد أقلية قومية، حكومة قائمة على الموقع الجغرافي - جمهورية الشرق الأقصى، تركستان.
ومع ذلك، فإن فشل الجيش الأحمر في الحملة البولندية قد وضع خطط الثورة البلشفية في الانتظار. في الوقت نفسه، اتبعت شخصية جوزيف ستالين المتنامية أجندة مختلفة. رأى لينين إنشاء جمهوريات وطنية كميزة دائمة تمشيا مع سياساته korenizatsiya .  في ربيع عام 1922، عانى لينين من سكتة دماغية أولى، وحصل ستالين، الذي لا يزال مفوضًا شعبيًا للقوميات، على كرسي رسمي جديد كأمين عام للحزب الشيوعي.
جادل ستالين أنه بعد أن انتهت الحرب الأهلية الروسية وأنه تم استبدال الشيوعية الحربية الآن بالسياسة الاقتصادية الجديدة، فإنها تطلبت من دولة أن إطارها القانوني يماثل إطارها الفعلي، وإعادة تنظيم الدولة البلشفية إلى دولة واحدة. كيان ذات سيادة. وشمل ذلك تصفية العديد من الحكومات السوفيتية المنشقة واستعادة الحكم الأعلى لموسكو.
ذهب هذا الخط مباشرة في صراع مع كل من أنصار korenizatsiya وبعض الحكومات المحلية، وعلى الأخص في أوكرانيا (معارضة كريستيان Rakovsky ) وجورجيا ( القضية الجورجية ). وبالتالي، يمكن اعتبار المعاهدة حلاً وسطًا بين المجموعات المختلفة داخل معسكر البلاشفة، لإرضاء تطلعات الأقليات الكبيرة (الأمثلة المسماة جورجيا وأوكرانيا) والسماح بالتوسع المحتمل، أيضًا. كانت بيلوروسيا أصغر جمهورية، لكن لغتها الرسمية شملت البولندية واليديشية بالإضافة إلى الروسية والبيلاروسية لتقويض سلطة الجمهورية البولندية الثانية المجاورة واستخدام الأقلية اليهودية الكبيرة، وكذلك البيلاروسيين والأوكرانيين في بولندا كمستقبل الطابور الخامس. وفي الوقت نفسه، أنشأت حكومة اتحادية مركزية جديدة تكون من الواضح أن الوظائف الرئيسية في يد موسكو.

### قائمة المعاهدات السابقة
- 30 سبتمبر 1920، معاهدة الاتحاد العسكري والاقتصادي (روسيا الاتحادية الاشتراكية السوفيتية وأذربيجان الاشتراكية السوفيتية)
- 28 ديسمبر 1920، معاهدة اتحاد العمال والفلاحين (روسيا الاشتراكية الاشتراكية الاشتراكية السوفيتية السوفيتية الأوكرانية)
- 16 يناير 1921، معاهدة اتحاد العمال والفلاحين (روسيا الاشتراكية الاشتراكية الاشتراكية السوفيتية السوفيتية السوفيتية) [4]

## عقب فوري

### الدستور السوفيتي
في يناير 1924، صدق المؤتمر الثاني للسوفيت في الاتحاد السوفيتي، والذي كان يسمى وفقًا للمعاهدة، على أول دستور سوفيتي عام 1924. نص الدستور هو في الأساس إعادة صياغة وتوسيع للمعاهدة. حتى أنه يحتوي على نفس الإعلان. في حين تضمنت المعاهدة 26 مادة، ينقسم الدستور إلى أحد عشر فصلاً تحتوي على 72 مادة.

## 1940
في مقدمة للحرب العالمية الثانية، تم إنشاء العديد من الجمهوريات الجديدة قبل الغزو الألماني للاتحاد السوفيتي في عام 1941. الأولى كانت كارلو-فنلندي الاشتراكية السوفيتية، والتي في 31 مارس 1940 تمت ترقيتها إلى جمهورية نقابية من الاتحاد السوفيتي كاريليان، سابقا جزء من روسيا الاتحادية الاشتراكية السوفيتية.
بعد ضم دول البلطيق، تحولت ليتوانيا ولاتفيا وإستونيا إلى جمهورية ليتوانيا الاشتراكية السوفيتية (13 يوليو)، ولاتفيا الاشتراكية السوفيتية (21 يوليو)، واستونيا الاشتراكية السوفيتية (21 يوليو أيضا)، وتم الانضمام رسميا إلى الاتحاد السوفيتي في 3 و5 و6 أغسطس على التوالي. الجمهورية الأخيرة كانت جمهورية مولدوفا الاشتراكية السوفيتية التي دمجت أراضي بيسارابيا الكبيرة مع الاتحاد السوفيتي المولدوفي سابقًا كانت جزءًا من جمهورية أوكرانيا الاشتراكية السوفيتية.
بعد الحرب العالمية الثانية، لم يتم إنشاء أي جمهوريات جديدة، بدلاً من ذلك، تم تخفيض الجمهورية الاشتراكية السوفيتية Karello-Finnish إلى جمهورية تتمتع بالحكم الذاتي وأعيد ضمها إلى جمهورية روسيا الاتحادية الاشتراكية السوفيتية في 16 يوليو 1956.

## الجدول الزمني
- 21 ديسمبر 1922 - توقيع المعاهدة.
- 30 ديسمبر 1922 - تم التصديق على المعاهدة.
- 27 أكتوبر 1924 - المناطق المأهولة بالسكان الأوزبكية والتركمانية في ASSR بتركستان (التي كانت سابقًا في جمهورية روسيا الاتحادية الاشتراكية السوفيتية) ارتقت إلى جمهوريات نقابية.
- 16 أكتوبر 1929 - تم إنشاء جمهورية طاجيكستان الاشتراكية السوفيتية من جمهورية طاجيكستان الاشتراكية السوفيتية ذاتية الحكم (كان سابقًا جزءًا من RSFSR).
- 5 ديسمبر 1936 - باعتماد الدستور السوفيتي لعام 1936:
  - انقسام جمهورية ما وراء القوقاز الاشتراكية السوفيتية إلى SSRs الأرمنية والجورجية والأذربيجانية.
  - رفع ASSRs الكازاخستانية و Kirgiz التي تديرها روسيا الاتحادية الاشتراكية السوفيتية إلى SSRs الكازاخستانية والكرغيزية.
- في أعقاب - 31 مارس 1940 حرب الشتاء ، كاريليا ASSR والأراضي التي تنازلت عنها فنلندا ( جمهورية الكونغو الديمقراطية الفنلندية تم دمج) في الجمهورية الكريلية - الفنلندية الاشتراكية السوفيتية.
- احتلال دول البلطيق من قبل الاتحاد السوفيتي تليها ضمها:
  - 3 أغسطس 1940 - تم دمج الاشتراكية السوفيتية الليتوانية في الاتحاد السوفيتي.
  - 5 أغسطس 1940 - تم دمج جمهورية لاتفيا الاشتراكية السوفيتية في الاتحاد السوفيتي.
  - 6 أغسطس 1940 - تم دمج جمهورية إستونيا الاشتراكية السوفيتية في الاتحاد السوفيتي.
- 24 أغسطس 1940 - تم إنشاء جمهورية مولدوفا الاشتراكية السوفيتية من ASSR التي تديرها الأوكرانية والأراضي الرومانية بيسارابيا .
- 16 يوليو 1956 - خفضت كاريلو الفنلندية الاشتراكية السوفيتية إلى جمهورية تتمتع بالحكم الذاتي وأعيد ضمها إلى جمهورية روسيا الاتحادية الاشتراكية السوفيتية.
- 24 أغسطس 1991 - إعلان استقلال أوكرانيا
- 8 كانون الأول (ديسمبر) 1991 - إنهاء المعاهدة التي وافقت عليها ثلاث من الجمهوريات المؤسسة الأربع.
- 26 ديسمبر 1991 - تم إنهاء المعاهدة.